# Галя Христозова
Галя Михайлова Христозова е българска педагожка, доктор на педагогическите науки.

## Биография
Родена е на 26 септември 1959 г. в чипровското село Митровци. През 1982 г. завършва българска филология в Пловдивския университет. През 1995 г. защитава докторска дисертация в Софийския университет на тема „Система за групова организация на учебната дейност по български език в началното училище“. Специализира се в методиката на преподаване на български език. От 1999 г. е доцент, а от 2009 г.  професор в Бургаския свободен университет. През 2007 г. защитава дисертация на тема „Учебната задача по български език – основен фактор за изграждане на лингвистична компетентност в III и IV клас.“ за доктор на педагогическита науки. Била е декан на Факултета по хуманитарни науки на Бургаския свободен университет (2000 – 2004). През 2004 г. е избрана за заместник-ректор по научноизследователската и международната дейност на Университета. Остава на този пост до 2014 г. От 2014 г. до 2022 г. е ректор на Бургаския свободен университет. Зам.-председател на УС на Съвета на ректорите в България. Главен редактор на сп. Български език и литература, "Съвременна хуманитаристика" и член на редколегията на казахското сп. „Хабаршы“. Членува в Съюза на учените в България, на Съюза на педагозите в България и Съюза на филолозите в България. Носител на Диплом на Библиографския институт в Кембридж, Англия – „2000 изключителни интелектуалци на XXI век за принос в хуманитаристиката“ (2005 г.).